# Теводрос I
Теводрос I — негус Ефіопії з Соломонової династії. Був сином Девіта I від цариці Сейон Мангаши.

## Правління
Період його правління налічував лише дев'ять місяців. Незважаючи на це, його перебування на престолі вважається золотою добою Ефіопії.
Імператор Теводрос був дуже набожною людиною та великим шанувальником релігійної літератури. Він мав намір здійснити паломництво до Єрусалима, але не зміг.
Теводрос був убитий біля річки Аваш під час битви з мусульманами. Був першим монархом, похованим у церкві Тадбада Мар'ям, але його нащадок імператор Баеда Мар'ям I перепоховав його тіло у храмі Атронса Мар'ям.